# Gerhard Richter-Bernburg
Gerhard Richter-Bernburg, auch Gerhard Richter, (* 22. Februar 1907 in Kassel; † 8. März 1990 in Hannover) war ein deutscher Geologe.

## Leben
Richter-Bernburg war ein Schüler von Hans Stille und wurde 1929 an der Universität Göttingen promoviert (Die iberischen Ketten zwischen Jalón und Demanda). Er war von 1934 bis 1939 als Geologe bei der Preußischen Geologischen Landesanstalt (PGLA) und anschließend bei der neu ins Leben gerufenen Reichsstelle für Bodenforschung (RstB), dem späteren Reichsamt für Bodenforschung (RAB), tätig. 1941 habilitierte sich Richter-Bernburg in Berlin und erwarb die Dozentur für Allgemeine und Regionale Geologie in Göttingen. Gerhard Richter-Bernburg beantragte am 15. November 1937 die Aufnahme in die NSDAP und wurde rückwirkend zum 1. Mai desselben Jahres aufgenommen (Mitgliedsnummer 5.386.548).
1947 nahm Richter-Bernburg eine Dozentur der Technischen Hochschule in Hannover an und trat bald darauf in das Amt für Bodenforschung (AfB) in Hannover ein. Mit der Auflösung des Amtes erfolgte 1958 der Wechsel zur inzwischen entstandenen Bundesanstalt für Bodenforschung (BfB), der heutigen Bundesanstalt für Geowissenschaften und Rohstoffe (BGR). Nach dem Ausscheiden von Alfred Bentz aus der Leitung der Bundesanstalt übernahm Hans-Joachim Martini dessen Ämter und Richter-Bernburg rückte 1962 in das Amt des Vizepräsidenten ein. 1968 erhielt er die Hans-Stille-Medaille. Am 18. Juni 1970 erfolgte die Ernennung zum Präsidenten der Bundesanstalt und des Niedersächsischen Landesamtes für Bodenforschung, als direkter Nachfolger des bei einem Verkehrsunfall ums Leben gekommenen Martini. In dieser Funktion verblieb Richter-Bernburg bis zu seiner Pensionierung im Jahr 1972. Richter-Bernburg befasste sich unter anderem mit der Geologie von Salzablagerungen (Zechstein) und Salzstöcken. Als Pensionär warnte er 1977 vor der Einlagerung radioaktiver Abfälle in Salzstöcken, obwohl er sich in den 1960er Jahren mit seinem Vorgesetzten Martini noch dafür ausgesprochen hatte.

## Schriften
- Zechstein-Anhydrite. Fazies und Genese. Geologisches Jahrbuch der BGR, Reihe A, Band 85, 1985
- als Herausgeber: Geology of Saline Deposits, Hanover Symposium 1968, UNESCO, Paris 1972
- Stratigraphische Synopsis des deutschen Buntsandsteins. In: Geologisches Jahrbuch, A, 25, Hannover 1974, S. 127–132
- Salzlagerstätten, in A. Bentz, H.-J. Martini, Lehrbuch der Angewandten Geologie, Band II, 1968